# Panama vid världsmästerskapen i friidrott 2023
Panama tävlade vid världsmästerskapen i friidrott 2023 i Budapest i Ungern mellan den 19 och 27 augusti 2023.

## Resultat
Panamas trupp bestod av två idrottare.

### Herrar
Gång- och löpgrenar
| Idrottare     | Gren      | Försöksheat | Försöksheat | Semifinal        | Semifinal        | Final            | Final            |
| Idrottare     | Gren      | Resultat    | Placering   | Resultat         | Placering        | Resultat         | Placering        |
| ------------- | --------- | ----------- | ----------- | ---------------- | ---------------- | ---------------- | ---------------- |
| Alonso Edward | 200 meter | 20,63       | 4           | Gick inte vidare | Gick inte vidare | Gick inte vidare | Gick inte vidare |

### Damer
Gång- och löpgrenar
| Idrottare       | Gren           | Försöksheat | Försöksheat | Semifinal | Semifinal | Final            | Final            |
| Idrottare       | Gren           | Resultat    | Placering   | Resultat  | Placering | Resultat         | Placering        |
| --------------- | -------------- | ----------- | ----------- | --------- | --------- | ---------------- | ---------------- |
| Gianna Woodruff | 400 meter häck | 55,31       | 3 Q         | 54,71     | 5         | Gick inte vidare | Gick inte vidare |